# Semiothisa indeterminata
Semiothisa indeterminata là một loài bướm đêm trong họ Geometridae.